# Урожайне (Вінницький район)
Урожа́йне — село в Україні, у Гніванській міській громаді Вінницького району Вінницької області. Населення становить 283 особи.
Через населений пункт проходить маршрут «Camino Podolico» — це подільський шлях святого Якова, який поєднує міста: Вінниця, Бар та Кам'янець-Подільський.

## Населення

### Мова
Розподіл населення за рідною мовою за даними перепису 2001 року:
| Мова       | Кількість | Відсоток |
| ---------- | --------- | -------- |
| українська | 273       | 96.47%   |
| російська  | 10        | 3.53%    |
| Усього     | 283       | 100%     |

## Люди
В селі народився Завальнюк Костянтин Вікторович (нар. 1963) — український історик.